# شهرستان الحی
شهرستان الحی (به عربی: قضاء الحي) یک شهرستان‌های عراق در عراق است که در استان واسط واقع شده‌است.